# Westervoort
Westervoort este o comună și o localitate în provincia Gelderland, Țările de Jos. 